# Scenedesmus
Scenedesmus – rodzaj glonów z gromady zielenic. Wałeczkowate komórki tworzą najczęściej czterokomórkowe cenobia ustawiając się w rządku. Cenobia mogą być również dwukomórkowe lub ośmiokomórkowe, rzadziej o nieparzystej liczbie komórek. Komórki mogą występować także pojedynczo. Krańcowe komórki cenobiów często wytwarzają kolce. Postuluje się, że tworzenie cenobiów jest mechanizmem obronnym przed pochwyceniem przez zwierzęta, rodzajem cyklomorfozy, choć nie można wykluczyć hipotezy, że taki kształt jest próbą zapobieżenia opadaniu w toni wodnej. Za pierwszą hipotezą przemawiają obserwacje indukcji tworzenia cenobiów przez wydzielane przez zwierzęta planktonowe kairomony.
Rodzaj ten jest jednym z najpospolitszych w jeziorach mezotroficznych i eutroficznych rodzajów wchodzących w skład fitoplanktonu. Niektóre gatunki np. Scenedesmus quadricauda, S. subspicatus są obiektem analizy toksykologicznej (Karta charakterystyki (MSDS)).
Na podstawie kryteriów morfologicznych oznaczono kilkaset gatunków podzielonych na następujące grupy (podrodzaje):
- Scenedesmus sensu stricto – cenobia linearne, grube osłony galaretowate, komórki owalne lub eliptyczne
- Armati – cenobia linearne lub silnie naprzemienne, wyraźna ornamentacja komórek, osłony galaretowate
- Abundantes – cenobia linearne, kolce
- Spinosi – cenobia linearne, duże i małe kolce
- Desmodesmus – cenobia linearne, kolce
- Acutodesmus – cenobia linearne, zdarzają się żeberkowania